# 鷲城
鷲城（わしじょう）は、栃木県小山市外城（下野国小山荘）にあった日本の城。城跡は中久喜城跡、祇園城（小山城）跡とともに「小山氏城跡（鷲城跡・祇園城跡・中久喜城跡）」として、国の史跡に指定されている。

## 概要
築城年代は不明。小山氏は、鎌倉時代以来下野国の守護に任じられ、中世を通じて下野国最大の豪族であった。
鷲城は中久喜城、祇園城とならび、小山氏の主要な居城であるとともに、1380年（康暦2年/天授6年）から1383年（永徳2年/弘和2年）にかけて起こった小山義政の乱において本城としての役割を果たした。乱における小山方の拠点として文献資料に記されたのは、鷲城のほか、岩壺城（中久喜城）、新々城、祇園城、宿城がある。

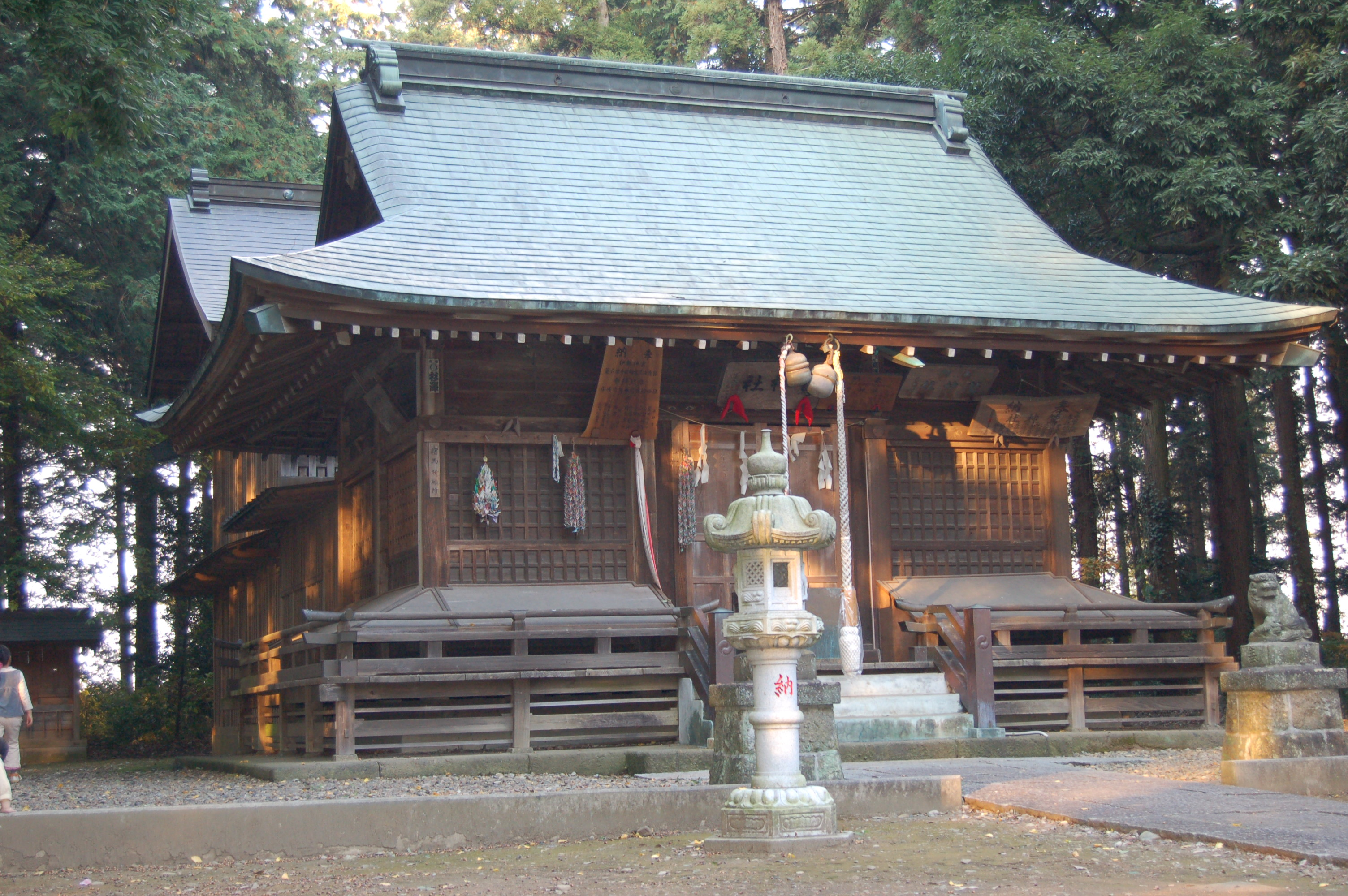
鷲神社

今日、櫓台、土塁、堀の痕跡が残っている。本丸には名の由来となった鷲神社がある。外城は宅地化され、地名となっている。小山総合公園が隣接している。

## 史跡指定
1991年（平成3年）3月12日、鷲城跡と祇園城跡が国の史跡に指定された（指定名称は「小山氏城跡 鷲城跡 祇園城跡」）。その時点では祇園城跡の南久保曲輪の土塁の一部、また、鷲城跡の本丸の一部が未指定であった。2001年（平成13年）8月7日、両城跡の未指定部分を追加するとともに、あらたに中久喜城跡を追加指定して、史跡指定名称を「小山氏城跡 鷲城跡 祇園城跡 中久喜城跡」に改めた。